# San Luis Río Colorado (kommun)
San Luis Río Colorado är en kommun i Mexiko.   Den ligger i delstaten Sonora, i den nordvästra delen av landet, 2 100 km nordväst om huvudstaden Mexico City.
Följande samhällen finns i San Luis Río Colorado:
- San Luis Río Colorado
- Nuevo Michoacán
- Mesa Rica
- Río Norte
- El Fronterizo
- El Barrote
- Emiliano Zapata
- El Cheque Ocho
- Guadalupe
- Colonia del Río